# Lia Amanda
Lia Amanda, pseudonimo di Amalia Molfesi (Roma, 2 settembre 1932), è un'attrice italiana.

## Biografia
Figlia dell'attore Mario Molfesi, interpretò nel cinema diversi ruoli, tra i quali quello più celebre è senz'altro quello della figlia di un senzatetto (interpretato da Totò) e fidanzata di un fotografo squattrinato (interpretato da Aroldo Tieri) nel film Totò cerca casa (1949) diretto da Steno e Mario Monicelli. 
Nel 1955, nel pieno della sua carriera artistica, annunciò il ritiro dagli schermi a causa del matrimonio con Arnaldo Carraro, insieme al quale si trasferì poi in Brasile.

## Filmografia

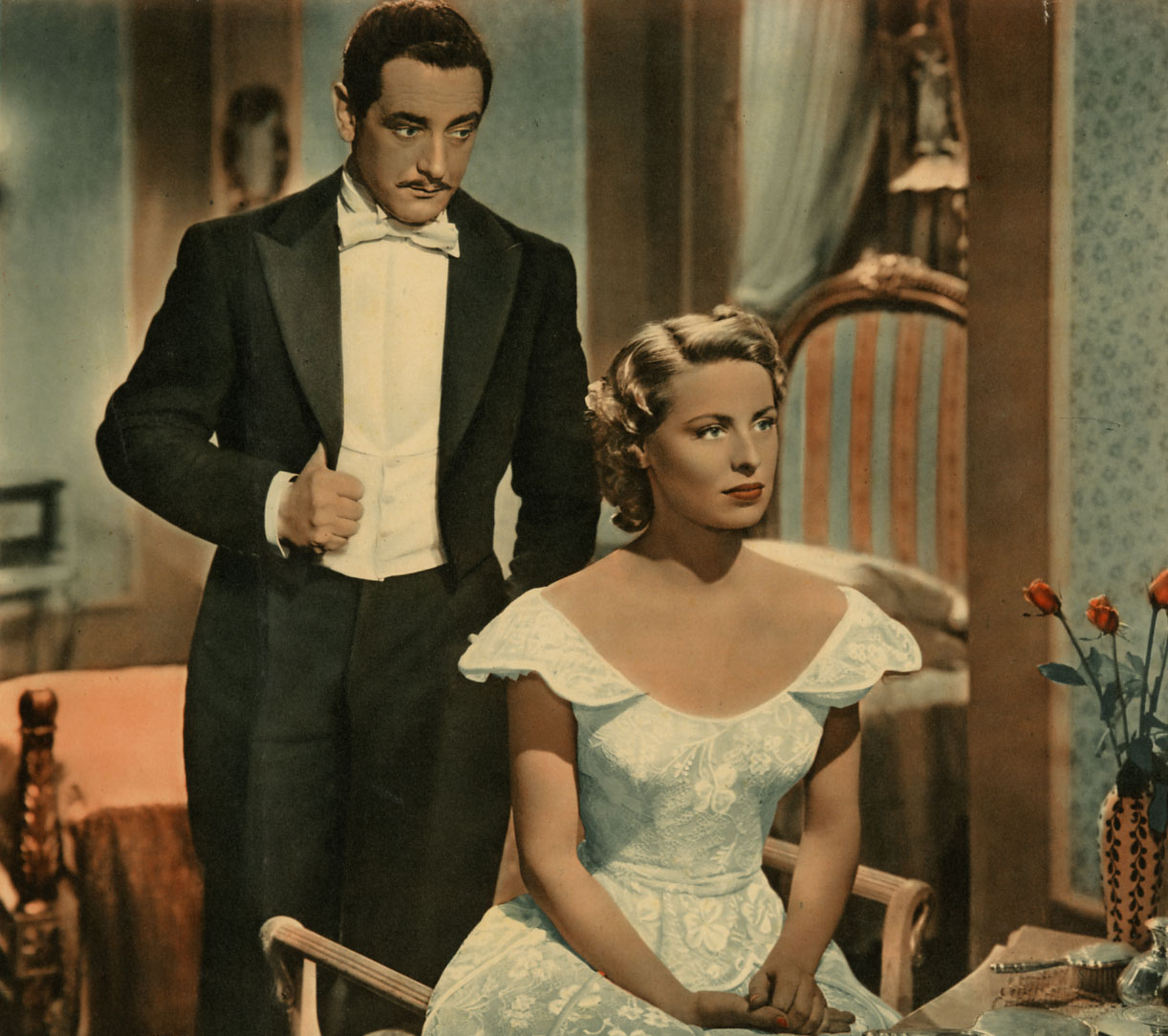
Vittorio Sanipoli e Lia Amanda in una foto di scena del film Amanti del passato di Adelchi Bianchi (1953)

- Totò cerca casa, regia di Steno e Mario Monicelli (1949)
- Cento piccole mamme, regia di Giulio Morelli (1952)
- Tre storie proibite, regia di Augusto Genina (1952)
- Terra straniera, regia di Sergio Corbucci (1952)
- Amanti del passato, regia di Adelchi Bianchi (1953)
- Allarme a sud, regia di Jean-Devaivre (1953)
- Una donna prega, regia di Anton Giulio Majano (1953)
- Violenza sul lago, regia di Leonardo Cortese (1954)
- Il conte di Montecristo, regia di Robert Vernay (1954)
- Il seduttore, regia di Franco Rossi (1954)